# Рестон (Виргиния)

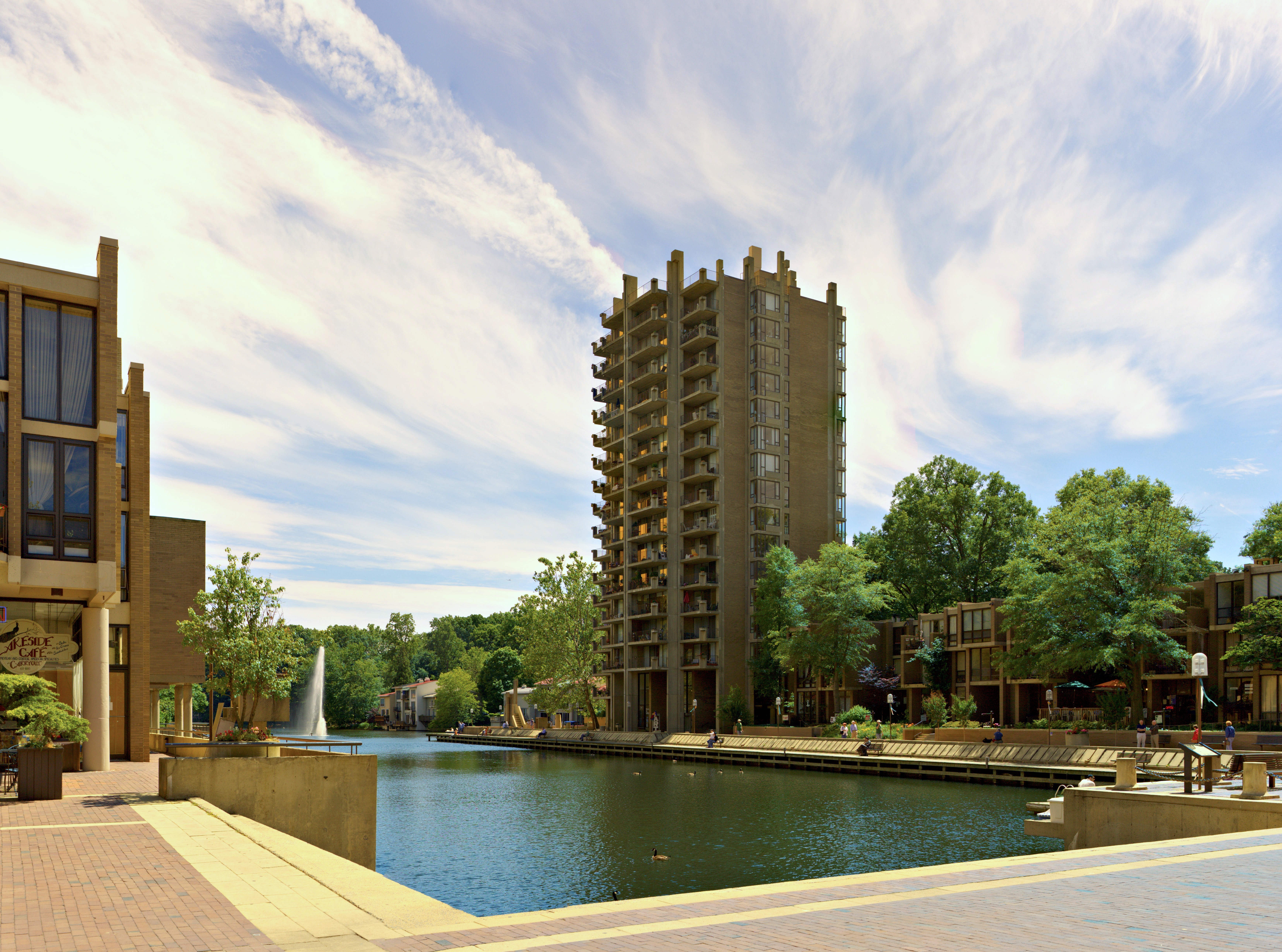

Рестон (англ. Reston) — статистически обособленная местность в США.

## География
Рестон расположен на северо-востоке штата Виргиния, в западной части округа Фэрфакс в 30 км к западу от столицы страны Вашингтона.
По переписи 2010 года, численность населения в Рестоне составила 58 404 человека. Плотность городского населения составляет 1471 чел./км².
Рестон является так называемым плановым городом, со строгой плановой застройкой и высокими требованиями, предъявляемыми ко внешнему виду зданий. Специальное городское управление, «Design Review Board», занимается рассмотрением вопросов по любым проблемам строительства или перестройки уже имеющихся домов — вплоть до утверждения используемой краски и её производителей.
В Рестоне (в силу близости к Вашингтону) находятся правления ряда крупных корпораций (включая входящих в 500 крупнейших компаний мира по выручке — Fortune Global 500), в частности Sprint Nextel и Sallie Mae. Здесь же находятся головные офисы и подразделения Caliburn International, Carahsoft, Comscore, Leidos, Maximus, Rolls-Royce North America, Science Applications International Corporation, NII, NVR, Noblis, Verisign, Learning Tree International, Google Federal Services, McAfee (где работал выдающийся российский программист и хакер Крис Касперски) и других компаний. В 2019 году в Рестон передислоцировалась крупнейшая компания оборонной отрасли General Dynamics.
Также в Рестоне расположены Геологическая служба США — the United States Geological Survey, Корпорация национальных исследовательских инициатив — Corporation for National Research Initiatives (CNRI), колледж радиологии — American College of Radiology, а также штаб-квартира американской организации по охране диких животных — National Wildlife Federation.
Близ города расположен Вашингтонский аэропорт имени Даллеса (Washington Dulles International Airport) — международный аэропорт столицы США.

## История
Рестон был спланирован крупным торговцем недвижимостью Робертом Э.Саймоном, основан к его 50-летию 17 апреля 1964 года и назван по его инициалам (Robert E.Simon). Рестон является первым современным плановым городом в США, воплощением в жизнь массового планового строительства по «концепции Саймона», когда возводятся на малой площади крупные жилые комплексы с высокой плотностью населения с тем, чтобы сохранить значительные открытые территории, которые затем можно использовать в индустриальных, культурных или спортивных целях. Благодаря претворению такого плана, Рестон с разных сторон окружён лесистыми пространствами с ручьями, создающими прекрасные условия для отдыха горожан.

## География
Рестон расположен на севере Виргинии приблизительно в 30 км около Вашингтона.

### Климат
Климат Рестона близок к субтропическому. По классификации Кёппена — Cfa.
Средняя температура зимы около 0°С, лета +24°С.